# David Holt (cầu thủ bóng đá, sinh năm 1952)
David Holt (26 tháng 2 năm 1952 – 15 tháng 6 năm 2003) là một cầu thủ bóng đá người Anh từng thi đấu ở vị trí trung vệ.
Ông thi đấu hơn 400 trận tại Football League cho Bury, Oldham Athletic và Burnley, trước khi giải nghệ năm 1983 để bắt đầu kinh doanh tái chế nhựa. Năm 1998, ông chuyển đến New Zealand để hoạt động kinh doanh chuyển phát nhanh. Năm 2003, ông ngã gục xuống và mất vì đau tim, lúc 51 tuổi. Holt kết hôn với Avrille, và có hai người con, Paul và Shaun.